# Матвеево (Дмитровский городской округ)
Матвеево — деревня в Дмитровском районе Московской области, в составе городского поселения Дмитров. Население — 17 чел. (2010). До 2006 года Матвеево входило в состав Настасьинского сельского округа.

## Расположение
Деревня расположена в центральной части района, примерно в 5 км северо-западнее Дмитрова, у системы мелиорировных каналов поймы по левому берегу Яхромы, высота центра над уровнем моря 137 м. Ближайшие населённые пункты — примыкающий на юге посёлок Горшково, в 1 км, также на юг, Савелово и в 1 км на юго-западе — Подмошье.

## Население
| 2002 | 2006 | 2010 |
| ---- | ---- | ---- |
| 12   | ↗20  | ↘17  |